# الزنك في علم الأحياء

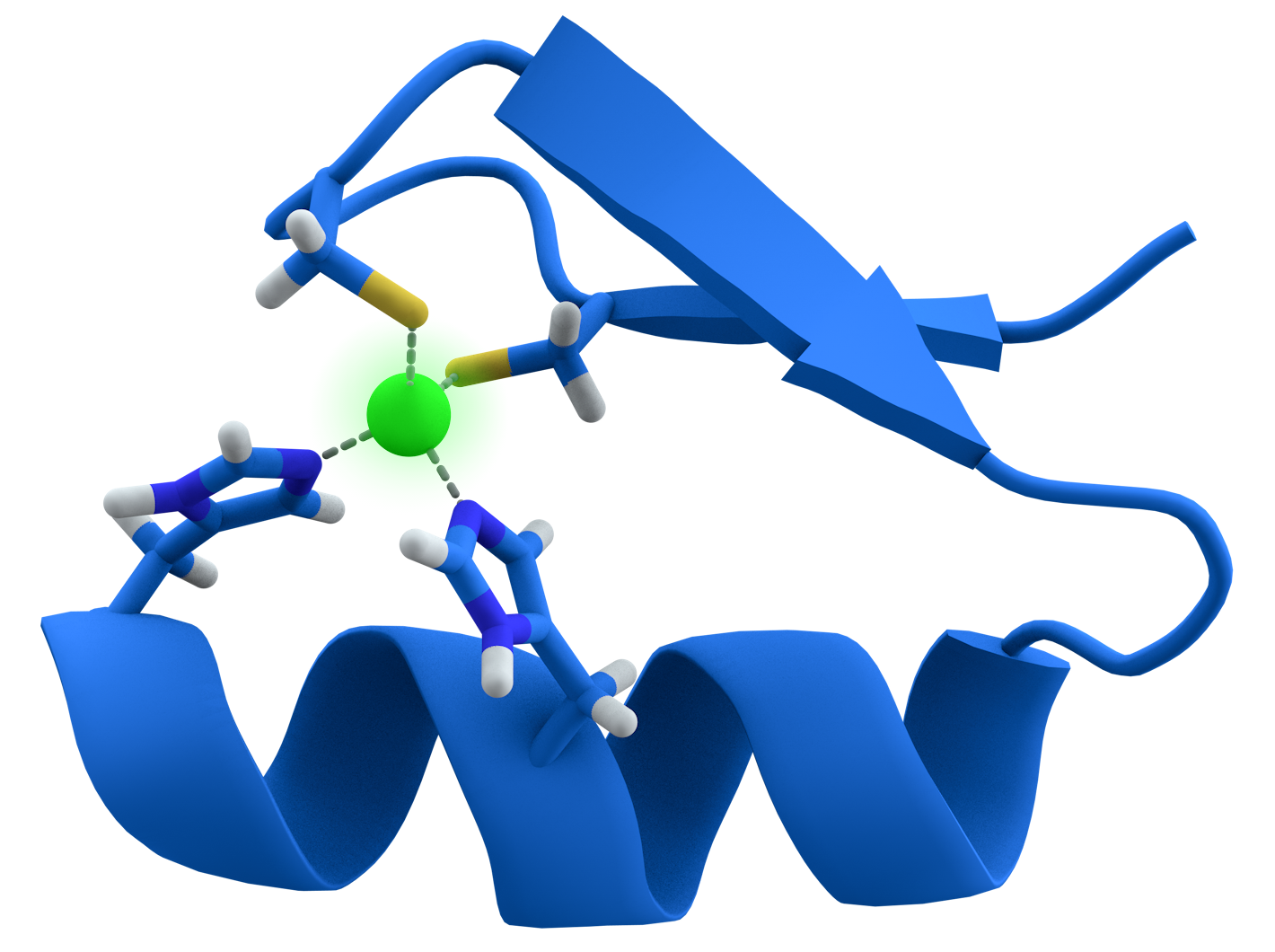
إصبع زنك

يعد الزنك عنصراً نادراً أساسياً من العناصر النزرة للبشر والحيوانات الأخرى والنباتات والكائنات الحية الدقيقة. الزنك ضروري لوظيفة أكثر من 300 إنزيم و 1000 عامل نسخ، ويُخزن ويُنقل في الميتالوثيونين. إنه ثاني أكثر المعادن النادرة وفرة في البشر بعد الحديد وهو المعدن الوحيد الذي يظهر في جميع فئات الإنزيمات.
في البروتينات، غالباً ما تُنسق أيونات الزنك مع سلاسل الأحماض الأمينية الجانبية لحمض الأسبارتيك وحمض الجلوتاميك والسيستين والهستيدين. إن الوصف النظري والحاسبي لربط الزنك بالبروتينات (بالإضافة إلى المعادن الانتقالية الأخرى) صعب.
يٌوزع ما يقرب من 2-4 جرام من الزنك في جميع أنحاء جسم الإنسان. يوجد معظم الزنك في الدماغ والعضلات والعظام والكلى والكبد، مع أعلى تركيزات في البروستات وأجزاء من العين. السائل المنوي غني بشكل خاص بالزنك، وهو عامل رئيسي في وظيفة غدة البروستات ونمو الأعضاء التناسلية.
يتحكم في استتباب الزنك في الجسم بشكل أساسي عن طريق الأمعاء. هنا، يُربط ZIP4 وخاصة TRPM7 بامتصاص الزنك المعوي الضروري للبقاء على قيد الحياة بعد الولادة.
في البشر، الأدوار البيولوجية للزنك موجودة في كل مكان. يتفاعل مع «مجموعة واسعة من الروابط العضوية»، وله أدوار في عملية التمثيل الغذائي للحمض النووي الريبي والحمض النووي ونقل الإشارات والتعبير الجيني. كما ينظم موت الخلايا المبرمج. أشارت مراجعة من عام 2015 إلى أن حوالي 10 ٪ من البروتينات البشرية (~ 3000) تربط الزنك، بالإضافة إلى مئات أخرى من الزنك الذي ينقل ويحرك ؛ وجدت دراسة مماثلة في السيليكون في نبات رشاد أذن الفأر 2367 بروتينًا متعلقًا بالزنك.
في الدماغ، يُخزن الزنك في حويصلات متشابكة معينة بواسطة الخلايا العصبية الجلوتاماتيكية ويمكن أن يعدل استثارة الخلايا العصبية. إنها تلعب دورًا رئيسيًا في اللدونة التشابكية وهكذا في التعلم. يلعب توازن الزنك أيضًا دورًا مهمًا في التنظيم الوظيفي للجهاز العصبي المركزي. يُعتقد أن عدم انتظام استتباب الزنك في الجهاز العصبي المركزي الذي ينتج عنه تركيزات زائدة من الزنك المشبكي يحفز السمية العصبية من خلال الإجهاد التأكسدي للميتوكوندريا (على سبيل المثال، عن طريق تعطيل بعض الإنزيمات المشاركة في سلسلة نقل الإلكترون، بما في ذلك المركب التنفسي I والمركب III و α-ketoglutarate نازعة الهيدروجين)، خلل تنظيم توازن الكالسيوم، الإثارة العصبية الجلوتاماتيكية، والتداخل مع نقل الإشارات داخل الخلايا العصبية. يسهل L- و D- هيستيدين امتصاص الدماغ للزنك. SLC30A3 هو ناقل الزنك الأساسي الذي يشارك في توازن الزنك الدماغي.

## الانزيمات
الزنك هو حمض لويس فعال، مما يجعله عاملاً مساعدًا مفيدًا في تفاعل الهيدروكسيل والتفاعلات الأنزيمية الأخرى. يحتوي المعدن أيضًا على تنسيق هندسي مرن، والتي تسمح للبروتينات باستخدامه لتغيير التوافقات بسرعة لإجراء تفاعلات بيولوجية. مثالان على الإنزيمات المحتوية على الزنك هما الأنهيدراز الكربوني وكربوكسي ببتيداز، وهما عنصران حيويان في عمليات ثاني أكسيد الكربون (CO2) تنظيم وهضم البروتينات على التوالي.

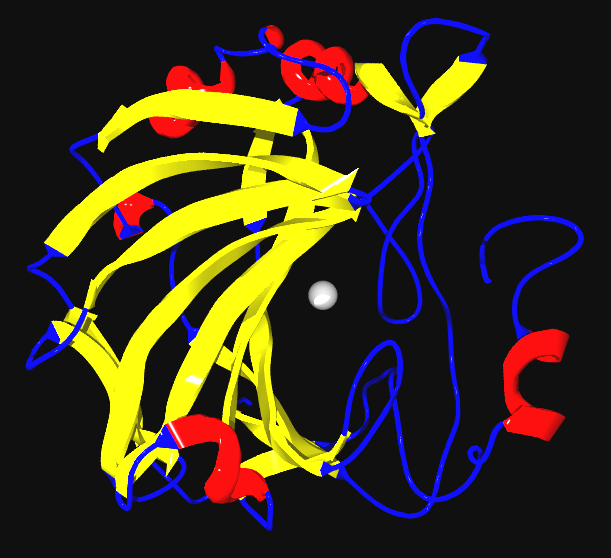
الأنهيدراز الكربوني

في دم الفقاريات، يقوم الأنهيدراز الكربوني بتحويل ثاني أكسيد الكربون إلى بيكربونات ونفس الإنزيم يحول البيكربونات مرة أخرى إلى ثاني أكسيد الكربون للزفير عن طريق الرئتين. بدون هذا الإنزيم، سيحدث هذا التحويل أبطأ بنحو مليون مرة عند درجة حموضة الدم الطبيعية البالغة 7 أو سيتطلب درجة حموضة 10 أو أكثر. الأنهيدراز غير المرتبط بـ β-carbonic مطلوب في النباتات لتكوين الأوراق، وتخليق حمض الأسيتيك الإندول (auxin) والتخمير الكحولي.
يشق Carboxypeptidase روابط الببتيد أثناء هضم البروتينات. يُكون رابطة تساهمية تنسيق بين الببتيد الطرفي ومجموعة C = O المرتبطة بالزنك، مما يعطي الكربون شحنة موجبة. يساعد هذا في تكوين جيب كاره للماء على الإنزيم بالقرب من الزنك، والذي يجذب الجزء غير القطبي من البروتين الذي يُهضم.

## إرسال الإشارات
تم التعرف على الزنك باعتباره مرسلاً، قادرًا على تنشيط مسارات الإشارات. توفر العديد من هذه المسارات القوة الدافعة في نمو السرطان الشاذ. يمكن استهدافها من خلال ناقلات ZIP.

## بروتينات اخرى
يلعب الزنك دورًا هيكليًا بحتًا في أصابع الزنك والتواءات والعناقيد. تشكل أصابع الزنك أجزاءً من بعض عوامل النسخ، وهي بروتينات تتعرف على تسلسل قاعدة الحمض النووي أثناء تكرار ونسخ الحمض النووي. كل من تسعة أو عشرة Zn2 + تساعد الأيونات الموجودة في إصبع الزنك في الحفاظ على بنية الإصبع من خلال الارتباط المنسق بأربعة أحماض أمينية في عامل النسخ.
في بلازما الدم، يرتبط الزنك وينتقل بواسطة الألبومين (60٪، ذو تقارب منخفض) والترانسفرين (10٪). لأن الترانسفيرين ينقل الحديد أيضًا، فإن الحديد الزائد يقلل من امتصاص الزنك، والعكس صحيح. يوجد عداء مماثل مع النحاس. يظل تركيز الزنك في بلازما الدم ثابتًا نسبيًا بغض النظر عن تناول الزنك. تستخدم الخلايا الموجودة في الغدد اللعابية والبروستاتا والجهاز المناعي والأمعاء إشارات الزنك للتواصل مع الخلايا الأخرى.
يمكن الاحتفاظ بالزنك في احتياطيات الميتالوثيونين داخل الكائنات الحية الدقيقة أو في أمعاء أو كبد الحيوانات. الميتالوثيونين في خلايا الأمعاء قادر على تعديل امتصاص الزنك بنسبة 15-40٪. ومع ذلك، فإن تناول الزنك غير الكافي أو المفرط يمكن أن يكون ضارًا ؛ يضعف الزنك الزائد بأسلوب خاص من امتصاص النحاس لأن الميتالوثيونين يمتص كلا المعدنين.
يحتوي ناقل الدوبامين البشري على موقع ارتباط بالزنك خارج الخلية عالي التقارب والذي، عند الارتباط بالزنك، يمنع امتصاص الدوبامين ويضخم تدفق الدوبامين الناجم عن الأمفيتامين في المختبر. لا يحتوي ناقل السيروتونين البشري وناقل النوربينفرين على مواقع ربط الزنك. بعض بروتينات ربط الكالسيوم في اليد EF مثل S100 أو NCS-1 قادرة أيضًا على ربط أيونات الزنك.

## التغذية

### التوصيات الغذائية
قام المعهد الأمريكي للطب (IOM) بتحديث متوسط المتطلبات المقدرة (EARs) والبدلات الغذائية الموصى بها (RDAs) للزنك في عام 2001. معدل الأذنين الحالي للزنك للنساء والرجال الذين تتراوح أعمارهم بين 14 عامًا وما فوق هو 6.8 و 9.4 ملغ / يوم، على التوالي. الـ RDAs هي 8 و 11 مجم / يوم. RDAs أعلى من EARs وذلك لتحديد المبالغ التي ستغطي الأشخاص بمتطلبات أعلى من المتوسط. RDA للحمل 11 ملغ / يوم. الجرعة اليومية الموصى بها للإرضاع هي 12 ملغ / يوم. بالنسبة للرضع حتى سن 12 شهرًا، تبلغ نسبة الـ RDA 3 ملغ / يوم. بالنسبة للأطفال الذين تتراوح أعمارهم من 1 إلى 13 عامًا، تزداد نسبة الـ RDA مع تقدم العمر من 3 إلى 8 مجم / يوم. فيما يتعلق بالسلامة، تحدد المنظمة الدولية للهجرة مستويات المدخول الأعلى المسموح بها (ULs) من الفيتامينات والمعادن عندما تكون الأدلة كافية. في حالة الزنك، يكون UL البالغ 40 مجم / يوم (أقل للأطفال). بأسلوب جماعي، يشار إلى EARs و RDAs و AIs و ULs على أنها مآخذ مرجعية غذائية (DRIs).
تشير هيئة سلامة الأغذية الأوروبية (EFSA) إلى مجموعة المعلومات الجماعية على أنها قيم مرجعية غذائية، مع المدخول المرجعي للسكان (PRI) بدلاً من RDA، ومتوسط المتطلبات بدلاً من EAR. يُعرف AI و UL كما هو الحال في الولايات المتحدة. بالنسبة للأشخاص الذين تبلغ أعمارهم 18 عامًا أو أكثر، فإن حسابات PRI معقدة، حيث حددت EFSA قيمًا أعلى وأعلى مع زيادة محتوى الفيتات في النظام الغذائي. بالنسبة للنساء، تزداد مؤشرات PRI من 7.5 إلى 12.7 مجم / يوم مع زيادة تناول الفيتات من 300 إلى 1200 مجم / يوم ؛ بالنسبة للرجال، يتراوح النطاق من 9.4 إلى 16.3 مجم / يوم. هذه PRIs أعلى من RDAs الأمريكية. راجعت الهيئة العامة للرقابة المالية نفس سؤال الأمان وحددت UL الخاص به عند 25 ملغ / يوم، وهو أقل بكثير من قيمة الولايات المتحدة.
لأغراض وضع العلامات الغذائية والمكملات الغذائية في الولايات المتحدة، يُعبر عن الكمية في الوجبة كنسبة مئوية من القيمة اليومية (٪ DV). لأغراض وضع العلامات على الزنك، كان 100٪ من القيمة اليومية 15 مجم، ولكن في 27 مايو 2016، تمت مراجعته إلى 11 مجم. يُوفر جدول بالقيم اليومية القديمة والجديدة للبالغين في المرجع اليومي المدخول.

### المدخول الغذائي
تحتوي المنتجات الحيوانية مثل اللحوم والأسماك والمحار والطيور والبيض ومنتجات الألبان على الزنك. يختلف تركيز الزنك في النباتات باختلاف المستوى الموجود في التربة. مع وجود كمية كافية من الزنك في التربة، فإن النباتات الغذائية التي تحتوي على معظم الزنك هي القمح (الجرثومة والنخالة) والبذور المختلفة، بما في ذلك السمسم، الخشخاش، البرسيم، الكرفس، والخردل. يوجد الزنك أيضًا في الفاصوليا والمكسرات واللوز والحبوب الكاملة وبذور اليقطين وبذور عباد الشمس والكشمش الأسود.

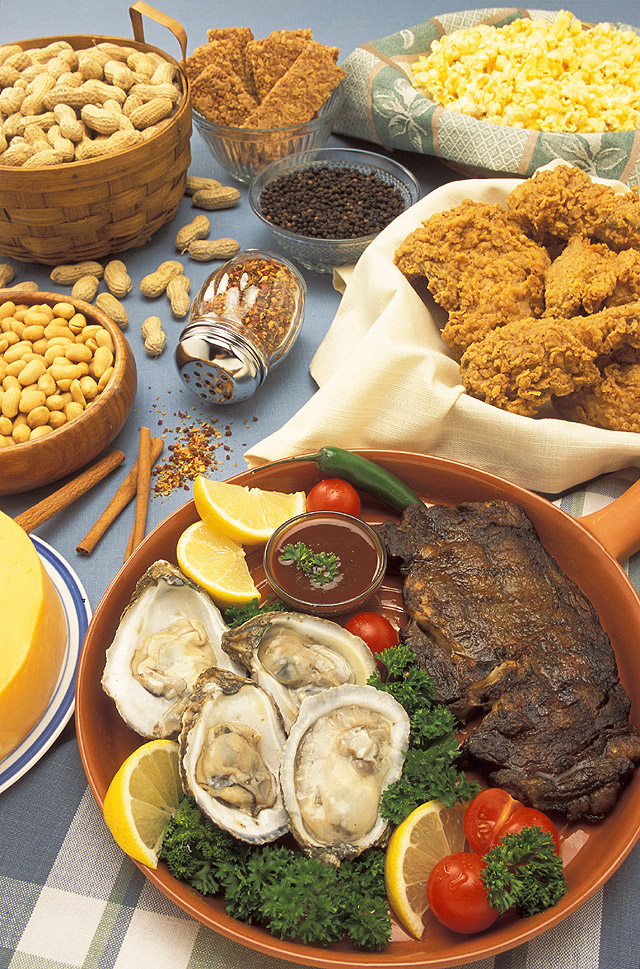
المواد الغذائية المحتوية على الزنك

تشمل المصادر الأخرى الأطعمة المدعمة والمكملات الغذائية بأساليب مختلفة. استنتج استعراض عام 1998 إلى أن أكسيد الزنك، أحد أكثر المكملات الغذائية شيوعًا في الولايات المتحدة، وكربونات الزنك يكاد يكون غير قابل للذوبان ويُمتص بأسلوب سيئ في الجسم. استشهدت هذه المراجعة بدراسات وجدت تركيزات منخفضة من الزنك في البلازما في الأشخاص الذين تناولوا أكسيد الزنك وكربونات الزنك مقارنة بأولئك الذين تناولوا أسيتات الزنك وأملاح الكبريتات. من أجل التحصين، ومع ذلك، أوصت مراجعة عام 2003 بالحبوب (التي تحتوي على أكسيد الزنك) كمصدر رخيص ومستقر يمكن امتصاصه بسهولة مثل الأشكال الأكثر تكلفة. وجدت دراسة أجريت عام 2005 أن مركبات مختلفة من الزنك، بما في ذلك الأكسيد والكبريتات، لم تظهر فروق ذات دلالة إحصائية في الامتصاص عند إضافتها كمقويات لتورتيلا الذرة.

### النقص
ما يقرب من ملياري شخص في العالم النامي يعانون من نقص في الزنك. تشمل المجموعات المعرضة للخطر الأطفال في البلدان النامية والمسنين المصابين بأمراض مزمنة. في الأطفال، يتسبب في زيادة العدوى والإسهال ويسهم في وفاة حوالي 800000 طفل في جميع أنحاء العالم سنويًا. تدعو منظمة الصحة العالمية إلى تناول مكملات الزنك في حالات سوء التغذية الحاد والإسهال. تساعد مكملات الزنك في الوقاية من الأمراض وتقليل الوفيات، خاصة بين الأطفال الذين يعانون من انخفاض الوزن عند الولادة أو توقف النمو. ومع ذلك، لا ينبغي أن تدار مكملات الزنك بمفردها، لأن العديد في العالم النامي يعانون من العديد من النواقص، ويتفاعل الزنك مع المغذيات الدقيقة الأخرى. في حين أن نقص الزنك يرجع عادة إلى عدم كفاية المدخول الغذائي، إلا أنه يمكن أن يترافق مع سوء الامتصاص والتهاب الجلد النهائي المعوي وأمراض الكبد المزمنة وأمراض الكلى المزمنة ومرض فقر الدم المنجلي والسكري والأورام الخبيثة والأمراض المزمنة الأخرى.
في الولايات المتحدة، حددت دراسة استقصائية فيدرالية لاستهلاك الغذاء أنه بالنسبة للنساء والرجال الذين تزيد أعمارهم عن 19 عامًا، كان متوسط الاستهلاك 9.7 و 14.2 مجم / يوم، على التوالي. بالنسبة للنساء، استهلك 17٪ أقل من معدل استهلاك الأذن، و 11٪ للرجال. زادت النسب المئوية تحت EAR مع تقدم العمر. أبلغ آخر تحديث منشور للمسح (NHANES 2013-2014) عن متوسطات أقل - 9.3 و 13.2 ملغ / يوم - مرة أخرى مع تناقص المدخول مع تقدم العمر.
تتنوع أعراض نقص الزنك الخفيف. تشمل النتائج السريرية اكتئاب النمو والإسهال والعجز الجنسي وتأخر النضج الجنسي والثعلبة وآفات العين والجلد وضعف الشهية وتغير الإدراك، وضعف وظائف المناعة، وعيوب في استخدام الكربوهيدرات، والتكاثر المسخي. يؤدي نقص الزنك إلى إضعاف المناعة، لكن الزنك الزائد يؤدي أيضًا إلى تثبيط المناعة.
على الرغم من بعض المخاوف، فإن النباتيين الغربيين لا يعانون من نقص صريح في الزنك أكثر من آكلي اللحوم. تشمل المصادر النباتية الرئيسية للزنك الفاصوليا المجففة المطبوخة وخضروات البحر والحبوب المدعمة وأطعمة الصويا والمكسرات والبازلاء والبذور. ومع ذلك، قد تتداخل الفيتات في العديد من الحبوب الكاملة والألياف مع امتصاص الزنك، كما أن تناول الزنك الهامشي له تأثيرات غير مفهومة جيدًا. يمكن لمخلب الزنك الموجود في البذور ونخالة الحبوب أن يساهم في سوء امتصاص الزنك. تشير بعض الأدلة إلى أنه قد تكون هناك حاجة إلى أكثر من RDA الأمريكية (8 ملغ / يوم للنساء البالغات ؛ 11 ملغ / يوم للرجال البالغين) في أولئك الذين يكون نظامهم الغذائي غنيًا بالفيتات، مثل بعض النباتيين. تحاول إرشادات هيئة سلامة الأغذية الأوروبية (EFSA) التعويض عن ذلك من خلال التوصية بتناول كميات أكبر من الزنك عندما يكون تناول الفيتات الغذائي أكبر. يجب موازنة هذه الاعتبارات مقابل ندرة المؤشرات الحيوية الكافية للزنك، والمؤشر الأكثر استخدامًا، زنك البلازما، لديه حساسية ونوعية رديئة.

## معالجة التربة
يمكن أن تنمو أنواع كالونا وخلنج وعنبية في تربة الزنك المعدني، لأن انتقال الأيونات السامة يُمنع أثناء عمل الفطريات الفطرية الشرنقية.

## الزراعة
يبدو أن نقص الزنك هو أكثر أنواع نقص المغذيات الدقيقة شيوعًا في نباتات المحاصيل ؛ إنه شائع بأسلوب خاص في التربة ذات درجة الحموضة العالية. تُزرع التربة التي تعاني من نقص الزنك في الأراضي الزراعية لنحو نصف تركيا والهند وثلث مساحة الصين ومعظم غرب أستراليا. بُلغ عن استجابات كبيرة للتخصيب بالزنك في هذه المناطق. النباتات التي تنمو في التربة التي تعاني من نقص الزنك أكثر عرضة للإصابة بالأمراض. يُضاف الزنك إلى التربة بأسلوب أساسي في تجوية الصخور، لكن البشر أضافوا الزنك في احتراق الوقود الأحفوري ونفايات المناجم والأسمدة الفوسفاتية ومبيدات الآفات (فوسفيد الزنك) والحجر الجيري والسماد وحمأة الصرف الصحي والجزيئات من الأسطح المجلفنة. يعتبر الزنك الزائد سامًا للنباتات، على الرغم من أن سمية الزنك أقل انتشارًا.